# Domssamling
En domssamling er en organiseret samling af domme, kendelser og andre afgørelser afsagt af domstole eller andre myndigheder med kompetence til træffe retligt bindende afgørelser. Formålet med en domssamling er at give læseren et overblik over retspraksis på et givent område eller hos en bestemt domstol eller myndighed. I mange retssystemer sker henvisninger til og omtale af afgørelser ved henvisning til det sted, afgørelsen er bragt i en domssamling.
Ud over at gengive selve afgørelsens indhold, vil domssamlinger ofte indeholde supplerende information om afgørelsen, såsom et domshoved der kort beskriver sagens genstand samt afgørelsens indhold og præmisser, sags-, stikords- og lovregistre, der gør det muligt at fremfinde afgørelser om bestemte emner eller bestemte lovbestemmelser, og henvisninger til andre afgørelser og litteratur der beskæftiger sig med det samme emne som en afgørelse.
Udgivelsen af domssamlinger kan være foranstaltet af staten, for eksempel af den domstol hvis afgørelser er indeholdt i domssamlingen, eller af private virksomheder eller foreninger, for eksempel et juridisk forlag eller en sammenslutning af dommere eller advokater. Tidlige engelske og amerikanske domssamlinger blev udarbejdet af enkeltpersoner og var navngivet efter dem.
Domssamlinger spiller en fremtrædende rolle i common law-lande, hvis retssystemer i høj grad bygger på praksis, men forefindes også i civil law og blandede retssystemer.

## Domssamlinger efter land

### Danmark
Afskrifter af domme afsagt af Kongens Retterting og lavere retsinstanser i 1500-tallets Danmark blev optaget i private domssamlinger, der i dag udgør en væsentlig kilde til datidens retspraksis. Tamm beskriver disse domme som "ikke altid de juridisk mest interessante", udvalgt efter en uigennemskuelig metodik, og sjældent karakteriserbare som præjudikater. De første udgivne domssamlinger blev udgivet "i tilknytning til akademiet i Sorø af Hans Nicolai Nissen" fra 1791–1805/6. Den første var Sjællandsfar Landstings Efterretninger (1791–95), der oprindeligt blev udgivet af Adam Gottlob Kraft men overladt til Nissen efter et par år, hvorefter kom Sjællandsfar Landstings Tidende (1796–1804/5), der blev redigeret og udgivet af Nissen sideløbende med Themis (1796–1805/6). En række andre domssamlinger blev udgivet i tilknytning til bestemte domsstole og landsting i slutningen af denne periode.
Ved overgangen fra 1700- til 1800-tallet begyndte domssamlingerne at udkomme som dele af juridiske tidsskrifter der også indeholdte afhandlinger og andet retsvidenskabeligt stof, hvilket Andersen, Kjær og Vogt tilskriver A.S. Ørsted. Ørsted var involveret i udgivelsen af Juridisk Månedstidende (1802–03) som stifter, Juridisk Arkiv (1803–11) hvor han afløste Christian Krohg som leder, Nyt Juridisk Arkiv (1812–20) og Juridisk Tidsskrift (1820–43), som Ørsted dog ophørte med at bidrage til i 1826 som følge af at han af kongen blev pålagt at ophøre med sin forfattervirksomhed.
I 1839 udkom Juridisk Ugeskrivt, omdøbt til Nyt Juridisk Ugeskrift i 1869, for første gang. Der var tale om en ren domssamling uden videnskabelige afhandlinger. Da Nyt Juridisk Tidsskrift (1842–45), udgivet af Andreas Lorentz Casse, ophørte, var der ikke længere nogen domssamlinger der blev bragt sammen med retsvidenskabelige afhandlinger, og ingen periodisk udgivelse af retsvidenskabelige afhandlinger i det hele taget. I 1857 udkom Højesteretstidende, en samling af domme fra Højesteret udgivet af Højesterets protokolsekretærer, for første gang. Sø- og Handelsretstidende, der indeholdt domme fra Sø- og Handelsretten, udkom første gang i 1862.
Som svar på den manglende periodiske udgivelse af retsvidenskabelige afhandlinger påbegyndte C.C.V. Nyholm og Peter Schjørring udgivelsen af Tidsskrift for Retsvæsen i 1863. Der var tale om et rent retsvidenskabeligt tidsskrift der ikke indeholdte en domssamling. Tidsskriftet blev dog kun udgivet til og med 1866, hvorefter Nyholm og Schjørring i 1867 meddelte at de var indtrådt som medarbejdere på det nye Ugeskrift for Retsvæsen, redigeret af P. Casse og J.H. Mundt, der både ville bringe en domssamling og retsvidenskabelige afhandlinger. Iflg. Andersen var udgivelsen af Ugeskriftet motiveret af et ønske om at "tage konkurrencen op med" Nyt Juridisk Ugeskrift, hvis domssamling Mundt mente "lod saameget tilbage at ønske".
Nyt Juridisk Ugeskrift ophørte i 1875. I 1928 udkom Vestre Landsrets Tidende, redigeret af dommere ved Vestre Landsret, for første gang. Østre Landsrets Tidende blev bragt som en del af tidsskriftet Juridisk Tidsskrift fra 1915–36 og som selvstændig domssamling fra 1937–39.
I 1935 udkom Juristens Domssamling, der blev udgivet af Juristforbundet i tilknytning til fagbladet Juristen, for første gang. Samlingen skilte sig ud ved at indeholde domme fra byretterne (herunder boligretterne), et område der generelt ikke blev dækket af Ugeskrift for Retsvæsen.
I 1951 rettede W.E. von Eyben en kritik imod den dagældende publiceringspraksis hos domssamlingerne. Ét af kritikpunkterne var hvad von Eyben kaldte "dobbeltdækning"; publicering af de samme afgørelser i forskellige domssamlinger. Som løsning på denne kritik foreslog han, at Højesteretstidende, Vestre Landsrets Tidende og Sø- og Handelsretstidende udgik som særskilte domssamlinger, og at man i stedet koncentrerede sig om udgivelsen af én samlet domssamling. Iflg. Andersen førte denne kritik til, at Højesteretstidende, Vestre Landsrets Tidende og Juristens Domssamling ophørte i 1958, og at udgiverne herefter "[koncentrerede] deres domsoffentliggørelse i Ugeskrift for Retsvæsen" fra årgang 1959. Sø- og Handelsretstidende blev fortsat udgivet indtil 1968.
Ved siden af de generalistiske domssamlinger blev der i løbet af det 20. århundrede udgivet specialiserede domssamlinger. Ud over Sø- og Handelsretstidende, fandtes blandt andet Den faste voldgiftsrets kendelser og Arbejdsrettens domme, der bragte afgørelser fra Arbejdsretten, samt Grundejernes domssamling og Kendelser om fast ejendom. I 1990'erne lancerede Forlaget Thomson, der på daværende tidspunkt stod for udgivelsen af Ugeskrift for Retsvæsen, en række nye specialistdomssamlinger, herunder Tidsskrift for Kriminalret og Miljøretlige Afgørelser og Domme. Den eksisterende domssamling Fuldmægtigen blev i samme periode erhvervet af Thomson. I 2013 blev domssamlingen Tidsskrift for Skatter og Afgifter køb af Karnov Group – der i mellemtiden havde overtaget Thomsons udgivelse af domssamlinger og i øvrigt udgiver Karnovs Lovsamling.
Per 2010-11 var der ikke tradition for at bringe afgørelser fra internationale organer såsom EU-domstolen og Den Europæiske Menneskerettighedsdomstol i Ugeskrift for Retsvæsen. Miljøretlige Afgørelser og Domme har bragt domme fra begge domstole med relevans for miljøret, og tidsskriftet EU-Ret og Menneskeret (etableret 1994) bringer referater af domstolenes afgørelser.

### USA
De første domssamlinger i USA var Reports of Cases Adjudged in the Superior Court from the year 1785 to May 1788, udgivet af Ephraim Kirby, og Judgements in the Admiralty of Pennsylvania udgivet af Francis Hopkinson, begge udgivet i 1789. Den næste domssamling var Alexander J. Dallas' samling af afgørelser fra domstolene i Pennsylvania fra kolonitiden og tiden efter den amerikanske revolution (1754–89), Reports of Cases Ruled and Adjudged in the Courts of Pennsylvania Before and Since the Revolution, udgivet i 1790. De følgende bind af samlingen inkluderede afgørelser fra Højesteret og samlingen fik navnet Reports of Cases Ruled and Adjudged in the Several Courts of the United States and of Pennsylvania held at the Seat of the Federal Government.